# Magyarország háborúinak listája
Az alábbi lista tartalmazza a Magyarország területén vagy jelentős számú magyar csapatok részvételével zajlott katonai konfliktusokat közvetlenül a honfoglalás előttől a 21. századig. A lista nem teljes.
Az alábbi színkód mutatja a listában szereplő katonai konfliktusok eredményét:
      Győzelem
      Vereség
      Egyéb eredmény (például döntetlen ütközet, békeszerződés eredmény nélkül, status quo, polgárháború vagy belső konfliktus eredménye)
      Folyamatban lévő konfliktus

## Középkor

### Az Árpád-ház háborúi
| Dátum                      | Konfliktus                                                              | Szövetségesek                                                  | Ellenségek | Eredmény |
| -------------------------- | ----------------------------------------------------------------------- | -------------------------------------------------------------- | --- | --- |
| 881                        | Frank-morva háború                                                      | Magyar törzsek Morva Fejedelemség                              | Keleti Frank Királyság | Frank területek feldúlása |
| 892                        | Frank-morva háború                                                      | Magyar törzsek Keleti Frank Királyság                          | Morva Fejedelemség | Morávia feldúlása |
| 894                        | Frank-morva háború                                                      | Magyar törzsek Morva Fejedelemség                              | Keleti Frank Királyság | Pannónia feldúlása |
| 895                        | Bizánci-bolgár háború                                                   | Bizánci Birodalom Magyar törzsek                               | Első Bolgár Birodalom | Magyar győzelem |
| 896                        | Déli-Bug menti csata                                                    | Besenyők Magyar törzsek                                        | | Magyar vereség |
| 896 – 900                  | Honfoglalás                                                             | Magyar törzsek                                                 | Keleti Frank Királyság Morva Fejedelemség Első Bolgár Birodalom                                                                           | A Kárpát-medence elfoglalása |
| 907                        | Pozsonyi csata                                                          | Magyar Fejedelemség                                            | Keleti Frank Királyság | Döntő magyar győzelem |
| 942                        | Fraxineti csata                                                         | Magyar Fejedelemség                                            | Muszlimok | Magyar győzelem |
| 862 – 970                  | Kalandozó hadjáratok                                                    | Magyar törzsek                                                 | Itáliai Királyság Keleti Frank Királyság Lotaringiai Királyság Nyugati Frank Királyság Burgundiai Királyság Bizánci Birodalom Al-Andalusz | Eleinte sikeres, a 10. század közepétől sikertelen. A magyar állam helyzetének megszilárdítása a Kárpát-medencében. |
| 960                        | Szerb-Magyar háború, Száva menti csata                                  | Magyar Fejedelemség, Taksony serege                            | Szerb fejedelemség, Ciaslav serege | Ciaslav veresége |
| 997                        | Koppány vezér felkelése                                                 | Magyar Fejedelemség Bajor Hercegség                            | Koppány serege | Koppány veresége |
| 1003                       | I. István hadjárata Erdély ellen                                        | I. István                                                      | Prokuj gyula | István győzelme |
| 1008                       | I. István hadjárata a fekete magyarok ellen                             | I. István                                                      | fekete magyarok (kabarok?) | István győzelme |
| 1028                       | I. István hadjárata Ajtony vezér ellen                                  | Csanád                                                         | Ajtony vezér | A király győzelme |
| 1014–1018                  | Német - lengyel háború                                                  | Magyar Királyság Német-római Birodalom                         | Lengyel Fejedelemség | Magyar határvárak el- majd visszafoglalása |
| kb. 1015-1017              | Besenyő betörés Erdélybe                                                | Magyar Királyság                                               | Besenyők | Magyar győzelem |
| 1018                       | Bizánci – bolgár háború                                                 | Magyar Királyság Bizánci Birodalom                             | Első Bolgár Birodalom | Bizánci győzelem |
| 1030–1031                  | II. Konrád német-római császár magyar hadjárata                         | Magyar Királyság                                               | Német-római Birodalom | Magyar győzelem |
| 1041–1044                  | Orseolo Péter trónfosztása és német intervenció                         | Magyar Királyság                                               | Német-római Birodalom | Magyar vereség, az ország rövid időre német hűbéres lesz |
| 1046                       | Orseolo Péter és I. András közötti belháború                            | Orseolo Péter                                                  | I. András Kijevi Rusz | András győzelme |
| 1046                       | Vata-féle pogánylázadás                                                 | Orseolo Péter majd I. András                                   | pogány lázadók | András győzelme |
| 1051–1058                  | III. Henrik német-római császár magyar hadjárata                        | Magyar Királyság                                               | Német-római Birodalom | Magyar győzelem |
| 1060                       | Dévényi (Theben Pass-i) csata, I. András és I. Béla belháborúja         | I. András Német-római Birodalom                                | I. Béla Lengyel Királyság | Béla győzelme |
| 1061                       | Második pogánylázadás                                                   | Magyar Királyság                                               | pogány lázadók | A lázadást elfojtották |
| 1068                       | Cseh-magyar harcok                                                      | Magyar Királyság                                               | Cseh Királyság | Magyar győzelem |
| 1068                       | Besenyő (úz) betörés                                                    | Magyar Királyság                                               | Besenyő (vagy úz) törzsek | Magyar győzelem |
| 1071–1072                  | Magyar - bizánci háború                                                 | Magyar Királyság                                               | Bizánci Birodalom | Magyar győzelem |
| 1074                       | Salamon és I. Géza közötti belháború                                    | Salamon Német-római Birodalom                                  | I. Géza László herceg Morva Hercegség | Géza győzelme |
| 1085                       | Kun betörés                                                             | Magyar Királyság                                               | Kun törzsek Salamon | Magyar győzelem |
| 1091                       | Kun betörés                                                             | Magyar Királyság                                               | Kun törzsek | Magyar győzelem |
| 1091                       | I. László horvát beavatkozása                                           | Magyar Királyság                                               | Horvát Királyság | Álmos herceg trónra jutása |
| 1093–1097                  | A Petar Svačić vezette horvát felkelés                                  | Magyar Királyság                                               | Horvát Királyság | Horvátország perszonáluniója (1918-ig) |
| 1094                       | I. László beavatkozása a lengyel trónviszályba                          |                                                                | | |
| 1095                       | I. László beavatkozása a cseh trónviszályba                             |                                                                | | |
| 1096                       | Kálmán harcai az országon áthaladó fosztogató keresztes hadak ellen     | Magyar Királyság                                               | keresztesek | Magyar győzelem |
| 1098–1099                  | Kálmán beavatkozása a kijevi trónviszályba                              | Magyar Királyság Szvjatopolk Izjaszlavics                      | David Igorevics volhíniai fejedelem kunok                                                                                                 | Magyar vereség |
| 1105                       | Kálmán dalmáciai háborúja                                               | Magyar Királyság                                               | Dalmáciai városok Velencei Köztársaság | Dalmácia meghódítása |
| 1108                       | V. Henrik császár beavatkozása a magyar trónviszályba                   | Magyar Királyság                                               | Álmos herceg Német-római Birodalom Cseh Hercegség                                                                                         | Magyar győzelem |
| 1108–1126                  | Magyar-cseh háború                                                      | Magyar Királyság                                               | Cseh Hercegség | Békekötés |
| 1115–1119                  | Magyar-velencei háború                                                  | Magyar Királyság                                               | Velencei Köztársaság | Velence visszafoglalja Dalmáciát |
| 1123                       | II. István beavatkozása a kijevi trónviszályba                          | Magyar Királyság Jaroszlav Szjavtopolcsics volhíniai fejedelem | Kijevi Rusz | Magyar visszavonulás |
| 1124–1125                  | Magyar-velencei háború                                                  | Magyar Királyság                                               | Velencei Köztársaság | Magyar vereség |
| 1127–1129                  | Magyar-bizánci háború                                                   | Magyar Királyság Szerb Nagyfejedelemség                        | Bizánci Birodalom | A határvidékek kölcsönös feldúlása |
| 1132                       | Lengyel beavatkozás a magyar trónviszályba                              | Magyar Királyság Osztrák Őrgrófság                             | Borisz Lengyel Királyság | Magyar győzelem |
| 1136–1137                  | II. Béla balkáni hadjáratai                                             | Magyar Királyság                                               | Bizánci Birodalom Velencei Köztársaság | Közép-Dalmácia és Bosznia elfoglalása |
| 1146                       | Német beavatkozás a magyar trónviszályba                                | Magyar Királyság                                               | Borisz Bajor Hercegség Osztrák Őrgrófság                                                                                                  | Magyar győzelem |
| 1149–1152                  | II. Géza beavatkozása a kijevi belviszályba                             | Magyar Királyság Izjaszláv nagyfejedelem                       | Jurij Dolgorukij Vlagyimirkó halicsi fejedelem                                                                                            | Izjaszláv győzelme |
| 1148–1155                  | Magyar-bizánci háborúk                                                  | Magyar Királyság Szerb Nagyfejedelemség                        | Bizánci Birodalom | Békekötés |
| 1162–1165                  | Trónviszály III. István és nagybátyjai, II. László és IV. István között | Magyar Királyság                                               | II. László és IV. István Bizánci Birodalom                                                                                                | III. István győzelme |
| 1165-1167                  | Magyar-bizánci háború                                                   | Magyar Királyság                                               | Bizánci Birodalom Velencei Köztársaság | Dalmácia elvesztése |
| 1180–1184                  | Magyar-bizánci háború                                                   | Magyar Királyság                                               | Bizánci Birodalom | Dalmácia visszaszerzése |
| 1188–1189                  | III. Béla halicsi hadjárata                                             | Magyar Királyság                                               | Halicsi Fejedelemség | Magyar győzelem |
| 1197–1199                  | Belháború Imre és II. András között                                     | Imre                                                           | II. András | Imre győzelme |
| 1201–1205                  | Imre balkáni hadjáratai                                                 | Magyar Királyság                                               | Második Bolgár Birodalom Szerb Nagyhercegség Bosznia                                                                                      | Magyar győzelmek |
| 1202                       | Zára ostroma                                                            | Magyar Királyság                                               | A negyedik kereszteshadjárat katonái Velencei Köztársaság                                                                                 | Magyar vereség |
| 1203                       | Beavatkozás a sváb-cseh viszályba, Erfurti csata                        | Magyar királyság, Cseh királyság                               | Német-római Birodalom | Magyar-cseh győzelem |
| 1213–1214, 1219, 1233–1234 | II. András halicsi hadjáratai                                           | Magyar Királyság                                               | Halicsi Fejedelemség | Magyar visszavonulás |
| 1217–1218                  | Ötödik kereszteshadjárat                                                | Magyar Királyság Osztrák Hercegség Jeruzsálemi Királyság       | Ajjúbidák | Magyar visszavonulás |
| 1237                       | Kálmán herceg szerbiai hadjárata Humban                                 | Magyar Királyság                                               | Szerb Királyság | Magyar vereség |
| 1241–1242                  | Tatárjárás                                                              | Magyar Királyság                                               | Mongol Birodalom | Magyar vereség |
| 1242                       | Magyar-osztrák háború                                                   | Magyar Királyság                                               | Osztrák Hercegség | Magyar győzelem |
| 1243                       | Zára ostroma                                                            | Magyar Királyság                                               | Velencei Köztársaság | Zára újból Velencéhez kerül |
| 1246                       | Csata a Lajta folyónál                                                  | Magyar Királyság                                               | Osztrák Hercegség | Magyar vereség, de elesik Civakodó Frigyes őrgróf is |
| 1250–1278                  | Magyar-cseh háborúk                                                     | Magyar Királyság Osztrák hercegség (Rudolf serege)             | Cseh Királyság Német-római Birodalom | Cseh vereség |
| 1264–1265                  | IV. Béla és fia, V. István közötti viszály                              | IV. Béla                                                       | V. István | István győzelme, az ország keleti részét megkapja dukátusként |
| 1268                       | Magyar-szerb háború                                                     | Magyar Királyság                                               | Szerb Királyság | Magyar győzelem |
| 1272–1279                  | Tartományurak harcai                                                    | Kőszegiek Gutkeledek                                           | Csákok | Feudális anarchia |
| 1277                       | Magyar beavatkozás a szerb trónviszályba                                | Dragutin István Magyar Királyság                               | I. István Uroš | Dragutin István győzelme |
| 1277                       | Magyar-havasalföldi háború                                              | Magyar Királyság                                               | Litovoi fejedelem | Magyar győzelem |
| 1278                       | Második morvamezei csata vagy dürnkruti csata                           | Magyar Királyság Ausztria Stájerország Svábföld                | Cseh Királyság A Német Birodalom országai                                                                                                 | Döntő magyar-osztrák győzelem. II. Ottokár cseh király halála, I. Rudolf és IV. László magyar király csapatai döntő vereséget mértek Ottokár hadaira. Győzelmével Rudolf megerősítette német királyságát, megszerezte az Osztrák Hercegség feletti uralmat, és ezek birtokában megalapozta – magyar fegyverek segítségével – a Habsburg-dinasztia későbbi hatalmát. |
| 1282                       | Kun felkelés                                                            | Magyar Királyság                                               | betelepült kunok | A király győzelme |
| 1285                       | Második tatárjárás                                                      | Magyar Királyság                                               | Arany Horda | Magyar győzelem |
| 1291                       | Magyar – osztrák háború                                                 | Magyar Királyság                                               | Osztrák Hercegség | Magyar győzelem |
| 1292–1300                  | III. András harca a Kőszegiekkel                                        | III. András                                                    | Kőszegi család | Konszolidáció |

### 1301 - 1526 közötti háborúk
| Dátum                  | Konfliktus                                     | Szövetségesek | Ellenségek                                                                | Eredmény                                                                                |
| ---------------------- | ---------------------------------------------- | --- | ------------------------------------------------------------------------- | --------------------------------------------------------------------------------------- |
| 1301–1308              | Örökösödési harcok az Árpád-ház kihalása után  | Nápolyi Királyság Osztrák Hercegség VIII. Bonifác pápa Subics és Babonics család                                                                           | Cseh Királyság Bajor Hercegség Kőszegiek                                  | Károly Róbert uralomra jutása                                                           |
| 1310–1321              | Károly Róbert harca a tartományurakkal         | Magyar Királyság | Csák Máté Aba nemzetség Borsa nemzetség Kőszegi család                    | A királyi hatalom megerősítése                                                          |
| 1319                   | Macsói hadjárat                                | Magyar Királyság | II. István Uroš                                                           | Magyar győzelem                                                                         |
| 1322                   | Mühldorfi csata                                | Osztrák Hercegség Magyar Királyság | Bajor Hercegség Cseh Királyság                                            | Osztrák vereség                                                                         |
| 1326–1337              | Magyar-osztrák háború                          | Magyar Királyság Cseh Királyság | Osztrák Hercegség Kőszegi és Babonics család                              | Magyar győzelem , cseh győzelem , osztrák vereség                                       |
| 1330                   | Havasalföldi hadjárat                          | Magyar Királyság | Havasalföld                                                               | Magyar vereség                                                                          |
| 1345-1346              | Magyar-tatár háború                            | Magyar Királyság | Arany Horda                                                               | Magyar győzelem, a hűbéres Moldvai Fejedelemség megalapítása                            |
| 1347–1349, 1350–1352   | Nagy Lajos nápolyi hadjáratai                  | Magyar Királyság | Nápolyi Királyság                                                         | Ideiglenes magyar győzelem, majd kiegyezés                                              |
| 1345–1358              | Magyar-velencei háborúk                        | Magyar Királyság | Velencei Köztársaság                                                      | Magyar győzelem, Dalmácia elfoglalása                                                   |
| 1351-1354              | Nagy Lajos litvániai hadjáratai                | Magyar Királyság Lengyel Királyság | Litván Nagyfejedelemség Arany Horda                                       | Magyar-lengyel győzelem                                                                 |
| 1353–1367              | Magyar-szerb háborúk                           | Magyar Királyság | Szerb Királyság Második Bolgár Birodalom                                  | Ideiglenes magyar győzelem                                                              |
| 1366–1367              | Magyar–török háború                            | Magyar Királyság Szavojai Hercegség Padova Velencei Köztársaság Francia Királyság Bizánci Birodalom                                                        | Oszmán Birodalom Második Bolgár Birodalom                                 | Keresztény győzelem                                                                     |
| 1369                   | Havasalföldi hadjárat                          | Magyar Királyság | Havasalföld Második Bolgár Birodalom                                      | Magyar győzelem                                                                         |
| 1372–1381              | Magyar-velencei háború                         | Padua Magyar Királyság Genovai Köztársaság Osztrák Hercegség                                                                                               | Velencei Köztársaság Milánói Hercegség Oszmán Birodalom Ciprusi Királyság | Magyar-páduai-genovai győzelem                                                          |
| 1375–1377              | Magyar-török háború                            | Magyar Királyság | Oszmán Birodalom Második Bolgár Birodalom Havasalföld                     | Magyar győzelem                                                                         |
| 1384–1387              | Örökösödési háború                             | Mária királynő, Zsigmond király | II. Károly                                                                | Mária és Zsigmond győzelme                                                              |
| 1389–1396              | Magyar-török háború                            | Magyar Királyság Német-római Birodalom Francia Királyság Havasalföld Johannita lovagrend Velencei Köztársaság Genovai Köztársaság Második Bolgár Birodalom | Oszmán Birodalom                                                          | Döntő török győzelem a nikápolyi csatában                                               |
| 1411–1413 és 1418-1420 | Magyar-velencei háborúk                        | Magyar Királyság Milánói Hercegség | Velencei Köztársaság                                                      | Velence elfoglalja Dalmáciát                                                            |
| 1415–1419              | Magyar-török háború                            | Magyar Királyság | Oszmán Birodalom                                                          | Békekötés                                                                               |
| 1419–1434              | Huszita háborúk                                | Német-római Birodalom Magyar Királyság | husziták                                                                  | A huszita mozgalom leverése                                                             |
| 1420–1431              | Al-dunai háború a törökök ellen                | Magyar Királyság | Oszmán Birodalom                                                          | Békekötés                                                                               |
| 1432                   | Török betörés Erdélybe                         | Magyar Királyság | Oszmán Birodalom                                                          | A határvidék feldúlása                                                                  |
| 1437                   | A Budai Nagy Antal-féle parasztfelkelés        | királyi seregek | erdélyi parasztok                                                         | A felkelést leverték                                                                    |
| 1437–1441              | Magyar-török háború                            | Magyar Királyság | Oszmán Birodalom                                                          | Kezdeti török sikerek után Hunyadi János visszaveri a támadást                          |
| 1440–1442              | Örökösödési harcok                             | I. Ulászló | V. László                                                                 | Ulászló győzelme                                                                        |
| 1443–1444              | Hosszú hadjárat                                | Magyar Királyság Lengyel Királyság Havasalföld | Oszmán Birodalom                                                          | Részleges magyar siker                                                                  |
| 1444–1448              | Magyar-török háború (Várnai kereszteshadjárat) | Magyar Királyság Lengyel Királyság Havasalföld Szerbia | Oszmán Birodalom                                                          | Török győzelem                                                                          |
| 1449–1458              | A Ján Jiskra elleni hadjáratok                 | Magyar Királyság | cseh zsoldosok                                                            | Jiskra meghódoltatása                                                                   |
| 1456                   | Nándorfehérvár ostroma                         | Magyar Királyság | Oszmán Birodalom                                                          | Magyar győzelem                                                                         |
| 1458–1465              | Magyar-török háború (Boszniában)               | Magyar Királyság | Oszmán Birodalom                                                          | Kisebb magyar sikerek                                                                   |
| 1465–1466              | Huszita lázadás a Felvidéken                   | Magyar Királyság | cseh husziták                                                             | Magyar győzelem                                                                         |
| 1467                   | Moldvai hadjárat                               | Magyar Királyság | Moldvai Fejedelemség                                                      | Magyar vereség a moldvabányai csatában, a vajda a következő évben békét kért            |
| 1468–1478              | Magyar-cseh háború                             | Magyar Királyság | Cseh Királyság                                                            | Mátyás cseh király lesz                                                                 |
| 1471–1476              | Moldvai-török háború                           | Moldvai Fejedelemség Magyar Királyság | Oszmán Birodalom Krími Kánság                                             | Kezdeti sikerek után a magyar sereg kivonult és a moldvai vajda kiegyezett a szultánnal |
| 1477–1488              | Magyar-osztrák háború                          | Magyar Királyság | Német-római Birodalom                                                     | Magyar győzelem                                                                         |
| 1479                   | Kenyérmezei csata                              | Magyar Királyság | Oszmán Birodalom Havasalföld                                              | Magyar győzelem                                                                         |
| 1480–1481              | Otranto ostroma                                | Nápolyi Királyság Aragóniai Királyság Magyar Királyság | Oszmán Birodalom                                                          | Török vereség                                                                           |
| 1481-1483              | Magyar-török háború                            | Magyar Királyság | Oszmán Birodalom                                                          | Magyar győzelem                                                                         |
| 1490–1491              | Örökösödési harcok                             | II. Ulászló | János Albert I. Miksa császár                                             | Ulászló lett a magyar király, de Mátyás hódításai elvesztek                             |
| 1491-1495              | Magyar-török háború                            | Magyar Királyság | Oszmán Birodalom                                                          | Békekötés                                                                               |
| 1492–1493              | A Fekete sereg lázadása                        | Magyar Királyság | Fekete Sereg                                                              | A zsoldossereg megsemmisítése                                                           |
| 1499-1504              | Magyar-török háború                            | Magyar Királyság | Oszmán Birodalom                                                          | Békekötés                                                                               |
| 1512–1520              | Magyar-török háború                            | Magyar Királyság | Oszmán Birodalom                                                          | Békekötés                                                                               |
| 1514                   | A Dózsa György-féle parasztfelkelés            | Magyar Királyság | Paraszthadsereg                                                           | A felkelés leverése                                                                     |
| 1521–1526              | Magyar-török háború                            | Magyar Királyság | Oszmán Birodalom                                                          | A mohácsi csata után döntő török győzelem                                               |

### A török hódoltság kora (1526-1700)
| Dátum     | Konfliktus                                  | Szövetségesek                                                                                     | Ellenségek                                                     | Eredmény                                                                   |
| --------- | ------------------------------------------- | ------------------------------------------------------------------------------------------------- | -------------------------------------------------------------- | -------------------------------------------------------------------------- |
| 1526–1538 | Magyar belháború                            | I. Ferdinánd Német-római Birodalom                                                                | Szapolyai János Oszmán Birodalom                               | Váradi béke                                                                |
| 1526–1527 | Cserni Jován-felkelés                       | Szapolyai János                                                                                   | délvidéki szerbek                                              | A felkelés leverése                                                        |
| 1540–1547 | Habsburg–török háború (1540–47)             | Habsburg Birodalom Német-római Birodalom                                                          | Oszmán Birodalom                                               | Drinápolyi béke                                                            |
| 1551–1568 | Osztrák-török hadjáratok                    | Habsburg Birodalom                                                                                | Oszmán Birodalom                                               | Drinápolyi béke                                                            |
| 1552      | Egri diadal                                 | Magyar Királyság                                                                                  | Oszmán Birodalom                                               | Magyar győzelem, a várat sikeresen megtartották és visszaverték a támadást |
| 1562      | Első székely felkelés                       | Erdélyi Fejedelemség                                                                              | székely felkelők                                               | A felkelés leverése                                                        |
| 1572-1573 | Horvát parasztháború                        | Habsburg Birodalom                                                                                | horvát parasztok                                               | A felkelés leverése                                                        |
| 1575      | Második székely felkelés                    | Erdélyi Fejedelemség                                                                              | Bekes Gáspár székely felkelők                                  | A felkelés leverése                                                        |
| 1591–1606 | Tizenöt éves háború                         | Habsburg Birodalom                                                                                | Oszmán Birodalom                                               | Zsitvatoroki béke                                                          |
| 1596      | Harmadik székely felkelés                   | Erdélyi Fejedelemség                                                                              | székely felkelők                                               | A felkelés leverése                                                        |
| 1604–1606 | Bocskay-felkelés                            | Bocskay István Magyarország Erdélyi Fejedelemség                                                  | Habsburg Birodalom                                             | Bécsi béke                                                                 |
| 1610–1611 | Erdélyi háború                              | Erdélyi Fejedelemség Oszmán Birodalom                                                             | szász felkelők Havasalföld Moldvai Fejedelemség                | a felkelés leverése                                                        |
| 1612–1613 | Erdélyi-török háború                        | Erdélyi Fejedelemség                                                                              | Oszmán Birodalom Havasalföld Moldvai Fejedelemség              | Báthory Gábor fejedelem elmozdítása                                        |
| 1618–1648 | Harmincéves háború                          | Habsburg Birodalom Német-római Birodalom Spanyol Birodalom Dánia–Norvégia                         | Franciaország Svédország Hollandia Anglia Erdélyi Fejedelemség | Vesztfáliai béke                                                           |
| 1631-1632 | Császár Péter-féle parasztfelkelés          | Habsburg Birodalom Erdélyi Fejedelemség                                                           | parasztfelkelők                                                | A felkelés leverése                                                        |
| 1636      | Török beavatkozás az erdélyi belviszályba   | I. Rákóczi György Erdélyi Fejedelemség                                                            | Bethlen István Oszmán Birodalom                                | Erdélyi győzelem                                                           |
| 1656-1657 | Erdélyi beavatkozás a svéd-lengyel háborúba | Erdélyi Fejedelemség Svédország                                                                   | Lengyel–Litván Unió                                            | Erdélyi vereség                                                            |
| 1657-1662 | Erdélyi-török háború                        | Erdélyi Fejedelemség                                                                              | Oszmán Birodalom Krími Tatár Kánság                            | Erdély feldúlása                                                           |
| 1663–1664 | Osztrák-török háború                        | Habsburg Birodalom                                                                                | Oszmán Birodalom                                               | Vasvári béke                                                               |
| 1678–1685 | Thököly-felkelés                            | Thököly Imre Oszmán Birodalom                                                                     | Habsburg Birodalom                                             | A felkelés leverése                                                        |
| 1684–1700 | A Szent Liga háborúja                       | Habsburg Birodalom, Német-római Birodalom, Lengyel–Litván Unió, Oroszország, Velencei Köztársaság | Oszmán Birodalom                                               | A törökök kiűzése Magyarországról                                          |
| 1697      | Hegyaljai felkelés                          | kurucok                                                                                           | Habsburg Birodalom                                             | A felkelés leverése                                                        |

## 1700 és 1900 között
| Dátum     | Konfliktus                                      | Szövetségesek                                                                 | Ellenségek                                                            | Eredmény                                                                   |
| --------- | ----------------------------------------------- | ----------------------------------------------------------------------------- | --------------------------------------------------------------------- | -------------------------------------------------------------------------- |
| 1703–1711 | Rákóczi-szabadságharc                           | II. Rákóczi Ferenc kurucok                                                    | Habsburg Birodalom Német-római Birodalom                              | Szatmári béke                                                              |
| 1716–1718 | Osztrák-török háború                            | Habsburg Birodalom Velencei Köztársaság                                       | Oszmán Birodalom                                                      | Pozsareváci béke                                                           |
| 1717      | Utolsó tatárjárás                               | Habsburg Birodalom                                                            | Krími Tatár Kánság                                                    | A tatárok kiűzése                                                          |
| 1735-1736 | Szegedinác Jovánovics Péró-féle parasztfelkelés | parasztfelkelők                                                               | Habsburg Birodalom                                                    | A felkelés leverése                                                        |
| 1737-1739 | Orosz-osztrák-török háború                      | Habsburg Birodalom Orosz Birodalom                                            | Oszmán Birodalom                                                      | Belgrádi béke                                                              |
| 1740-1748 | Osztrák örökösödési háború                      | Habsburg Birodalom Nagy-Britannia Hollandia                                   | Franciaország Poroszország Nápolyi Királyság Svédország               | Aacheni béke                                                               |
| 1756-1763 | Hétéves háború                                  | Habsburg Birodalom Franciaország Orosz Birodalom Spanyol Birodalom Svédország | Nagy-Britannia Poroszország Hannoveri választófejedelemség Portugália | Párizsi béke                                                               |
| 1784-1785 | Horea-féle parasztfelkelés                      | Habsburg Birodalom                                                            | román felkelők                                                        | A felkelés leverése                                                        |
| 1792-1815 | Francia forradalmi háborúk és napóleoni háborúk | Habsburg Birodalom Nagy-Britannia Poroszország Orosz Birodalom                | Franciaország                                                         | Párizsi béke                                                               |
| 1831      | Kolerafelkelés                                  | Osztrák Császárság                                                            | parasztfelkelők                                                       | A felkelés leverése                                                        |
| 1848-49   | 1848-49-es forradalom és szabadságharc          | Magyarország                                                                  | Osztrák Császárság Orosz Birodalom                                    | a forradalom győz de a szabadságharcot leverik az orosz és osztrák seregek |
| 1859      | Második olasz függetlenségi háború              | Osztrák Császárság                                                            | Franciaország Szárd Királyság                                         | Zürichi béke                                                               |
| 1866      | Osztrák-porosz háború                           | Osztrák Császárság                                                            | Poroszország Olasz Királyság                                          | Prágai béke                                                                |
| 1878      | Bosznia megszállása                             | Osztrák–Magyar Monarchia                                                      | Oszmán Birodalom                                                      | Bosznia megszállása                                                        |

## 20. század
| Dátum     | Konfliktus                    | Szövetségesek                                                                  | Ellenségek                                                                           | Eredmény                                                      |
| --------- | ----------------------------- | ------------------------------------------------------------------------------ | ------------------------------------------------------------------------------------ | ------------------------------------------------------------- |
| 1914-1918 | Első világháború              | Osztrák–Magyar Monarchia Német Birodalom Oszmán Birodalom Bulgária             | Franciaország Nagy-Britannia Orosz Birodalom Olaszország Szerbia Románia             | Trianoni béke                                                 |
| 1919      | A Tanácsköztársaság háborúi   | Magyarországi Tanácsköztársaság                                                | Csehszlovákia Románia                                                                | Sikerek Csehszlovákiával szemben, összeomlás a keleti fronton |
| 1921      | Nyugat-magyarországi felkelés | magyar felkelők                                                                | Ausztria                                                                             | Népszavazás kikényszerítése Burgenlandban                     |
| 1939      | Kárpát-Ukrajna megszállása    | Magyarország                                                                   | Kárpát-Ukrajna                                                                       | A kárpátaljai ukrán állam megdöntése                          |
| 1939      | Magyar–szlovák kis háború     | Magyarország                                                                   | Szlovákia                                                                            | További szlovák területi engedmények                          |
| 1941      | Jugoszlávia megszállása       | Magyarország Németország Olaszország                                           | Jugoszlávia                                                                          | A Délvidék megszállása                                        |
| 1941-1945 | Második világháború           | Németország Olaszország Japán Magyarország Bulgária Románia                    | Szovjetunió Amerikai Egyesült Államok Egyesült Királyság Franciaország Lengyelország | Párizsi béke                                                  |
| 1956      | 1956-os forradalom            | Magyar Népköztársaság                                                          | Szovjetunió                                                                          | A forradalom leverése                                         |
| 1968      | Csehszlovákia megszállása     | Szovjetunió Magyar Népköztársaság Bolgár Népköztársaság Lengyel Népköztársaság | Csehszlovák Szocialista Köztársaság                                                  | A prágai tavasz elfojtása                                     |

## 21. század
| Dátum     | Konfliktus          | Szövetségesek                                 | Ellenségek  | Eredmény         |
| --------- | ------------------- | --------------------------------------------- | ----------- | ---------------- |
| 2001-2021 | Afganisztáni háború | Amerikai Egyesült Államok Nemzetközi koalíció | Afganisztán | Tálib győzelem   |
| 2003-2011 | Iraki háború        | Amerikai Egyesült Államok Nemzetközi koalíció | Irak        | Irak megszállása |

## Fordítás
- Ez a szócikk részben vagy egészben  a   List of wars involving Hungary című angol Wikipédia-szócikk ezen változatának fordításán alapul.  Az eredeti cikk szerkesztőit annak laptörténete sorolja fel. Ez a jelzés csupán a megfogalmazás eredetét és a szerzői jogokat jelzi, nem szolgál a cikkben szereplő információk forrásmegjelöléseként.